# Nunzia De Girolamo

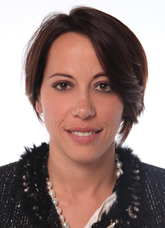
Nunzia De Girolamo (2013)

Nunzia De Girolamo (* 10. Oktober 1975 in Benevento) ist eine italienische Fernsehmoderatorin und ehemalige Politikerin der Forza Italia.

## Leben
De Girolamo studierte Rechtswissenschaften an der Universität La Sapienza in Rom und war als Rechtsanwältin in Italien tätig. Sie war Mitglied der Il Popolo della Libertà. Von 2008 bis 2018 gehörte sie der Abgeordnetenkammer an. Im Kabinett Letta war sie vom 28. April 2013 bis 26. Januar 2014 Landwirtschaftsministerin. Ihr folgte im Amt Enrico Letta. Von 2013 bis 2015 war sie Mitglied der Partei Nuovo Centrodestra. Sie trat 2015 zur Partei Forza Italia über. Sie ist mit Francesco Boccia verheiratet. Seit Herbst 2018 ist sie für verschiedene italienische Fernsehsender, unter anderem für die Rai, als Moderatorin tätig.
Seit 2020 ist De Girolamo als Journalistin registriert. Zwischen 2018 und 2021 war sie als Kommentatorin in der Fernsehsendung Non è l’Arena auf La7 tätig. Im Jahr 2019 nahm sie an der 14. Staffel von Ballando con le stelle, der italienischen Version von Strictly Come Dancing, teil.
Im Jahr 2021 übernahm sie auf Rai 1 die Moderation der Talkshow Ciao Maschio, deren sechste Staffel im April 2025 begann. In den Sommermonaten der Jahre 2023 sowie 2024 moderierte sie gemeinsam mit Gianluca Semprini das Magazin Estate in diretta. 
Im Oktober 2023 folgte mit Avanti popolo ein weiteres Talk-Format auf Rai 3, das jedoch Anfang 2024 wieder eingestellt wurde. Seit Januar 2025 moderiert sie auf Rai Radio 2 die wöchentliche Sendung Maschio selvaggio.